# Disophrys diversipes
Disophrys diversipes är en stekelart som beskrevs av Turner 1918. Disophrys diversipes ingår i släktet Disophrys och familjen bracksteklar. Inga underarter finns listade i Catalogue of Life.